# Agonis (Plantae)
Agonis (lat. Agonis), rod grmova i drveča iz porodice mirtovki smješten u tribus Leptospermeae, dio potporodice Myrtoideae. Sve vrste osim A. flexuosa, su grmovi.
Postoji pet priznatih vrsta, i sve su endemi iz Zapadne Australije.

## Vrste
1. Agonis baxteri (Benth.) J.R.Wheeler & N.G.Marchant
2. Agonis flexuosa (Willd.) Sweet
3. Agonis grandiflora Benth.
4. Agonis theiformis Schauer
5. Agonis undulata Benth.